# 97-ма єгерська дивізія (Третій Рейх)
97-ма єгерська дивізія (Третій Рейх) (нім. 97. Jäger-Division) — єгерська піхотна дивізія Вермахту за часів Другої світової війни.

## Історія
97-ма єгерська дивізія була створена 6 липня 1942 в результаті реформування 97-ї легкої піхотної дивізії (нім. 97. leichte-Infanterie-Division) Вермахту.

## Райони бойових дій
- СРСР (південний напрямок) (липень 1942 — жовтень 1944);
- Словаччина (жовтень 1944 — травень 1945).

## Командування

### Командири
- генерал-лейтенант Ернст Рупп (нім. Ernst Rupp) (6 липня 1942 — 30 травня 1943; загинув у бою);
- генерал-майор Фрідріх-Вільгельм Отте (нім. Friedrich-Wilhelm Otte) (30 травня — 3 червня 1943; загинув у бою);
- генерал від інфантерії Людвіг Мюллер (нім. Ludwig Müller) (3 червня — 12 грудня 1943);
- генерал-лейтенант Фрідріх-Карл Рабе фон Паппенгайм (нім. Friedrich Rabe von Pappenheim) (13 грудня 1943 — 17 квітня 1945);
- оберст Юліус Вельфінгер (нім. Julius Wölfinger) (лютий — березень 1945), ТВО;
- генерал-майор Роберт Бадер (нім. Robert Bader) (17 квітня — 8 травня 1945).

## Нагороджені дивізії
Нагороджені дивізії
|  | Кавалери Нагрудного знаку ближнього бою в золоті                                                           | 3 |
|  | Кавалери Золотого Німецького Хреста                                                                        | 106 |
|  | Кавалери Срібного Німецького Хреста                                                                        | 1 |
|  | Кавалери Лицарського хреста Залізного хреста з Дубовим листям                                              | 5 (№ 151 оберст-лейтенант Ернст Нобіс — 05.12.1942 № 207 обер-фельдфебель Бруно Конц — 06.03.1943 № 211 майор Карл Лангезе — 15.03.1943 № 253 майор Фрідріх Гене — 08.06.1943 № 389 лейтенант Йозеф Шнайдер — 10.02.1944) |
|  | Кавалери Лицарського хреста Залізного хреста                                                               | 38 |
|  | Кавалери Почесної застібки Сухопутних військ «Почесна застібка на орденську стрічку для Сухопутних військ» | 23 |
|  | Кавалери ордену Михая Хороброго ІІІ ступеня (Румунія)                                                      | 1 |

- Нагороджені Сертифікатом Пошани Головнокомандувача Сухопутних військ (5)